# Metodo iterativo
In analisi numerica un metodo numerico iterativo è un tipo di metodo numerico nel quale le successive approssimazioni della soluzione al problema matematico esaminato sono ottenute a partire dalle precedenti. Ciò comporta che un metodo numerico iterativo necessiti di una stima iniziale (valori di starting) sul quale innestarsi e la possibilità che le approssimazioni convergano solo alla soluzione, ovvero che non sia possibile giungere alla soluzione esatta in un numero finito di passi.

## Nella risoluzione di sistemi lineari
I metodi iterativi sono un'alternativa ai metodi diretti per la risoluzione di sistemi lineari; in generale sono preferibili a questi perché più efficienti o più stabili, soprattutto quando si devono trattare matrici di dimensioni considerevoli o matrici sparse.
Si ricorda che, in quanto si parla di un sistema lineare, bisogna cercare di risolvere un problema del tipo {\displaystyle Ax=b}.
I metodi iterativi partono da un dato iniziale arbitrario {\displaystyle x^{(0)}} e sono fatti in modo che {\displaystyle \lim _{k\to \infty }x^{(k)}=x}, dove {\displaystyle x} è la soluzione esatta del sistema (proprietà di convergenza). Trattandosi di vettori si parla di convergenza in norma.

### Costruzione di un metodo iterativo per la risoluzione di un sistema lineare
Dato che lo scopo finale del metodo iterativo è la risoluzione del sistema {\displaystyle Ax=b} si parte proprio da questa uguaglianza, o, più comodamente {\displaystyle b-Ax=0}.
Si supponga poi di prendere una matrice {\displaystyle M} non singolare (cioè invertibile); sommando {\displaystyle Mx} ad ambo i membri si ha che:
- {\displaystyle Mx+(b-Ax)=Mx}
- moltiplicando ambo i membri per l'inversa di {\displaystyle M} si ottiene:
- {\displaystyle M^{-1}(Mx+b-Ax)=M^{-1}Mx}
- sapendo che {\displaystyle M^{-1}M=MM^{-1}=I} e che {\displaystyle Ix=xI=x}, si opera sul secondo membro e si invertono i membri:
- {\displaystyle x=M^{-1}(Mx+b-Ax)}
- si sviluppa la moltiplicazione al secondo membro:
- {\displaystyle x=M^{-1}Mx+M^{-1}b-M^{-1}Ax}
- si mette in evidenza la x nel secondo membro:
- {\displaystyle x=x(I-M^{-1}A)+M^{-1}b}

Se, in questa uguaglianza, sostituiamo {\displaystyle B=I-M^{-1}A} e {\displaystyle c=M^{-1}b}, si ottiene quindi che:
{\displaystyle x=Bx+c}
dove {\displaystyle B} viene definita matrice di iterazione.
Questo risultato vale per qualunque matrice M non singolare e quindi si ha che {\displaystyle x^{(k+1)}=Bx^{(k)}+c}.
Con questa regola ricorsiva si può procedere da un {\displaystyle x^{(0)}} fissato.

### Analisi di convergenza
Dopo aver costruito un metodo iterativo è opportuno domandarsi se la scelta di M è stata opportuna, cioè se dopo infinite iterazioni la soluzione ottenuta è realmente quella del sistema (la proprietà di convergenza di cui sopra).
Condizione necessaria e sufficiente affinché il metodo converga alla soluzione del sistema per ogni scelta di {\displaystyle x^{(0)}} è che il raggio spettrale (cioè il più grande autovalore in modulo) di B sia strettamente inferiore a 1, in formule:
{\displaystyle \lim _{k\to \infty }x^{(k)}=x,\forall x^{(0)}\Leftrightarrow \rho (B)<1}

### Dimostrazione
Essendo il teorema un se e solo se, la dimostrazione si svolge in due fasi.
Definiamo con {\displaystyle e^{(k)}} l'errore della soluzione al passo {\displaystyle k}, cioè {\displaystyle x-x^{(k)}} e notiamo che dire che il metodo converge equivale a dire che l'errore tende a zero: {\displaystyle \lim _{k\to \infty }e^{(k)}=0}.
Dalla costruzione del metodo iterativo sappiamo che:
1. {\displaystyle x=Bx+c}
2. {\displaystyle x^{(k+1)}=Bx^{(k)}+c}

Sottraiamo la 1 dalla 2 ottenendo:
{\displaystyle x^{(k+1)}-x=Bx^{(k)}+c-Bx-c}.
Semplifichiamo e mettiamo in evidenza {\displaystyle B} al secondo termine:
{\displaystyle x^{(k+1)}-x=B(x^{(k)}-x)}.
In base alla definizione dell'errore {\displaystyle e^{(k)}} di cui sopra, possiamo riscrivere l'equazione come
{\displaystyle e^{(k+1)}=Be^{(k)}},
ottenendo quindi una definizione di {\displaystyle e} in termini di {\displaystyle B} come relazione di ricorrenza.
Proviamo a sviluppare tale relazione di ricorrenza per ottenere una nuova definizione di {\displaystyle e} in termini di {\displaystyle B} che non sia ricorsiva ma diretta; procediamo quindi:
- {\displaystyle \,e^{(0)}} è la base della relazione di ricorrenza e dipenderà dalla scelta di {\displaystyle x^{(0)}};
- {\displaystyle \,e^{(1)}=Be^{(0)}};
- {\displaystyle e^{(2)}=Be^{(1)}\Rightarrow e^{(2)}=BBe^{(0)}\Rightarrow e^{(2)}=B^{2}e^{(0)}};
- {\displaystyle e^{(3)}=Be^{(2)}\Rightarrow e^{(3)}=BB^{2}e^{(0)}\Rightarrow e^{(3)}=B^{3}e^{(0)}};
- {\displaystyle e^{(4)}=Be^{(3)}\Rightarrow e^{(4)}=BB^{3}e^{(0)}\Rightarrow e^{(4)}=B^{4}e^{(0)}};

Possiamo quindi riscrivere la relazione come {\displaystyle e^{(k)}=B^{k}e^{(0)}}.
Dall'osservazione di cui sopra quindi il metodo convergerà se:
{\displaystyle \lim _{k\to \infty }B^{k}e^{(0)}=0,\forall x^{(0)}\Leftrightarrow \lim _{k\to \infty }B^{k}=0}.
Sapendo che esiste un lemma che afferma che: sia {\displaystyle A} una matrice quadrata, allora
{\displaystyle \lim _{k\to \infty }A^{k}=0\Leftrightarrow \rho (A)<1}
possiamo quindi concludere che {\displaystyle \lim _{k\to \infty }B^{k}=0\Leftrightarrow \rho (B)<1}.
Dimostriamo ora il teorema nel verso opposto.
Supponiamo per assurdo che il metodo converga per ogni scelta di {\displaystyle x^{(0)}} ma {\displaystyle \rho (B)\geq 1}, cioè che almeno un autovalore di {\displaystyle B} in modulo sia maggiore o uguale di 1. Denotiamo tale autovalore con {\displaystyle \lambda }.
Potendo scegliere arbitrariamente {\displaystyle x^{(0)}}, scegliamo quel {\displaystyle x^{(0)}} tale che {\displaystyle e^{(0)}} sia l'autovettore di {\displaystyle \lambda }. Ciò significa che:
{\displaystyle \lim _{k\to \infty }B^{k}e^{(0)}=0\Leftrightarrow \lim _{k\to \infty }\lambda ^{k}e^{(0)}=0}
dato che per definizione un autovettore, quale è {\displaystyle e^{(0)}}, non può essere nullo
{\displaystyle \lim _{k\to \infty }\lambda ^{k}e^{(0)}=0\Leftrightarrow \lim _{k\to \infty }\lambda ^{k}=0}
ma ciò è un assurdo dato che {\displaystyle \lambda \geq 1}.

## Metodi iterativi noti
Alcuni metodi iterativi particolarmente noti sono:
- il metodo di Newton: per la soluzione di equazioni
- il metodo di Jacobi, il metodo di Gauss-Seidel e il metodo del rilassamento: per la soluzione di sistemi lineari
- l'algoritmo del simplesso: per la soluzione di problemi di programmazione lineare